# Рогульченко, Владимир Дмитриевич
Владимир Дмитриевич Рогульченко (17 июня 1950, Феодосия) — российский театральный режиссёр, актёр, главный режиссёр Краснодарского муниципального молодёжного театра (1996—2012).
Заслуженный артист Российской Федерации (2001). 

## Биография
Владимир Рогульченко родился 17 июня 1950 года в Феодосии. Детство провёл на хуторе в Волгоградской области. Там окончил школу, научился танцевать и рисовать, посещал драмкружок. Закончил актёрское отделение Саратовского театрального училища. Работал в театрах Великих Лук и Таганрога. Выпускник режиссёрского факультета ГИТИСа. 
В Таганроге организовал театр-студию «Воскресная школа» в Доме учителя. В студии играли В. Ветров, С. Маховский, Т. Магри, Е. Правота и другие. Сценографию спектакля «Воскресной школы» «Служанки» по пьесе Жана Жене разрабатывал художник Юрий Шабельников.
Одновременно работал режиссёром Чеховского драматического театра. 
Получил приглашение от А. Васильева стать режиссёром-стажёром его театра «Школа драматического искусства». В 90-х годах Владимир Рогульченко выступил одним из создателей и участников крупного международного театрального проекта, работал в Италии, со спектаклем «Бесы» по Достоевскому объездил с интернациональной труппой всю Европу.
В 1993 году поставил в Краснодарском театре драмы им. М. Горького спектакль «Идиот» по Достоевскому.
В 1996 году был назначен главным режиссёром Краснодарского муниципального молодёжного театра, проработав в этом театре 17 лет. 
Возглавляет кафедру актёрского мастерства Факультета театрального искусства Краснодарского государственного университета культуры и искусств. Является преподавателем актёрского мастерства.

## Актёрская фильмография
- 1993 — Если бы знать... — эпизод

## Постановки
- 1988 — «Под одной крышей» (Л. Разумовская). Театр-студия «Воскресная школа», Таганрог.
- 1990 — «Служанки» (Ж. Жене). Театр-студия «Воскресная школа», Таганрог.
- 1993 — «Идиот». Краснодарский академический театр драмы, Краснодар.
- 2001 — «Убивец» (Ф. М. Достоевский). Краснодарский муниципальный молодёжный театр, Краснодар[6][7]
- 2002 — «Сцены в доме Бессеменова» (М. Горький). Краснодарский муниципальный молодёжный театр, Краснодар
- 2004 — «Дуэль». Краснодарский муниципальный молодёжный театр, Краснодар[8].
- 2008 — «Все мыши любят сыр» (Д. Урбан). Краснодарский муниципальный молодёжный театр, Краснодар.
- 2010 — «Три года» (А. П. Чехов). Краснодарский муниципальный молодёжный театр, Краснодар.[9]
- 2011 — «Молодость Людовика XIV» (А. Дюма). Таганрогский драматический театр имени А. П. Чехова, Таганрог[10].
- 2014 — «Тест» (Л. Берфус). Краснодарский академический театр драмы, Краснодар[5].